# Przestrzeń σ-zwarta
Przestrzeń σ-zwarta – przestrzeń topologiczna dająca się przedstawić jako suma przeliczalnie wielu swoich podzbiorów zwartych.

## Własności
- Każda przestrzeń zwarta jest σ-zwarta.
- Każda przestrzeń σ-zwarta jest Lindelöfa jednak przeciwna implikacja nie zachodzi: prosta Sorgenfreya jest Lindelöfa, ale nie jest σ-zwarta (zbiory zwarte na prostej Sorgenfreya są co najwyżej przeliczalne, a ona sama jest nieprzeliczalna – przeliczalna suma zbiorów przeliczalnych jest nadal przeliczalna).
- σ-zwarta przestrzeń lokalnie zwarta jest parazwarta.